# Шена (Болцано)
Шена (итал. Scena) је насеље у Италији у округу Болцано, региону Трентино-Јужни Тирол.
Према процени из 2011. у насељу је живело 2677 становника. Насеље се налази на надморској висини од 574 м.

## Становништво
Према резултатима пописа становништва 2011. у општини је живело 2.838 становника.
| 1931. | 1936. | 1951. | 1961. | 1971. | 1981. | 1991. | 2001. | 2011. |
| ----- | ----- | ----- | ----- | ----- | ----- | ----- | ----- | ----- |
| 1.775 | 1.950 | 1.963 | 2.037 | 2.396 | 2.518 | 2.527 | 2.677 | 2.838 |